# Розвал (техніка)
Розвал або розхил, кут розвалу — один з кутів встановлення коліс автомобіля чи іншого транспортного засобу.
Кут розвалу коліс — це кут між вертикальною площиною та площиною обертання колеса. Кут вважається позитивним, якщо верхня частина колеса має нахил назовні.
Кут розвалу повинен відповідати нормативній технічній документації для конкретної марки автомобіля. Якщо кут розвалу більший або менший номінального значення, автомобіль стає погано керованим, а покришки коліс швидше зношуються.

Кут розвалу вимірюється та регулюється за допомогою спеціальних технічних засобів — стендів вимірювання кутів встановлення коліс.

Колесо з від'ємним кутом розвалу (схема)
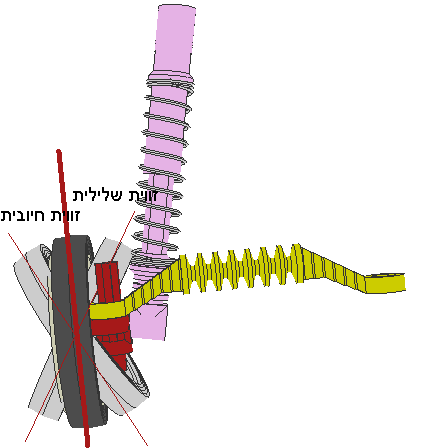
Модель Lego для симуляції підвіски і розвалу автомобіля створена у LeoCAD
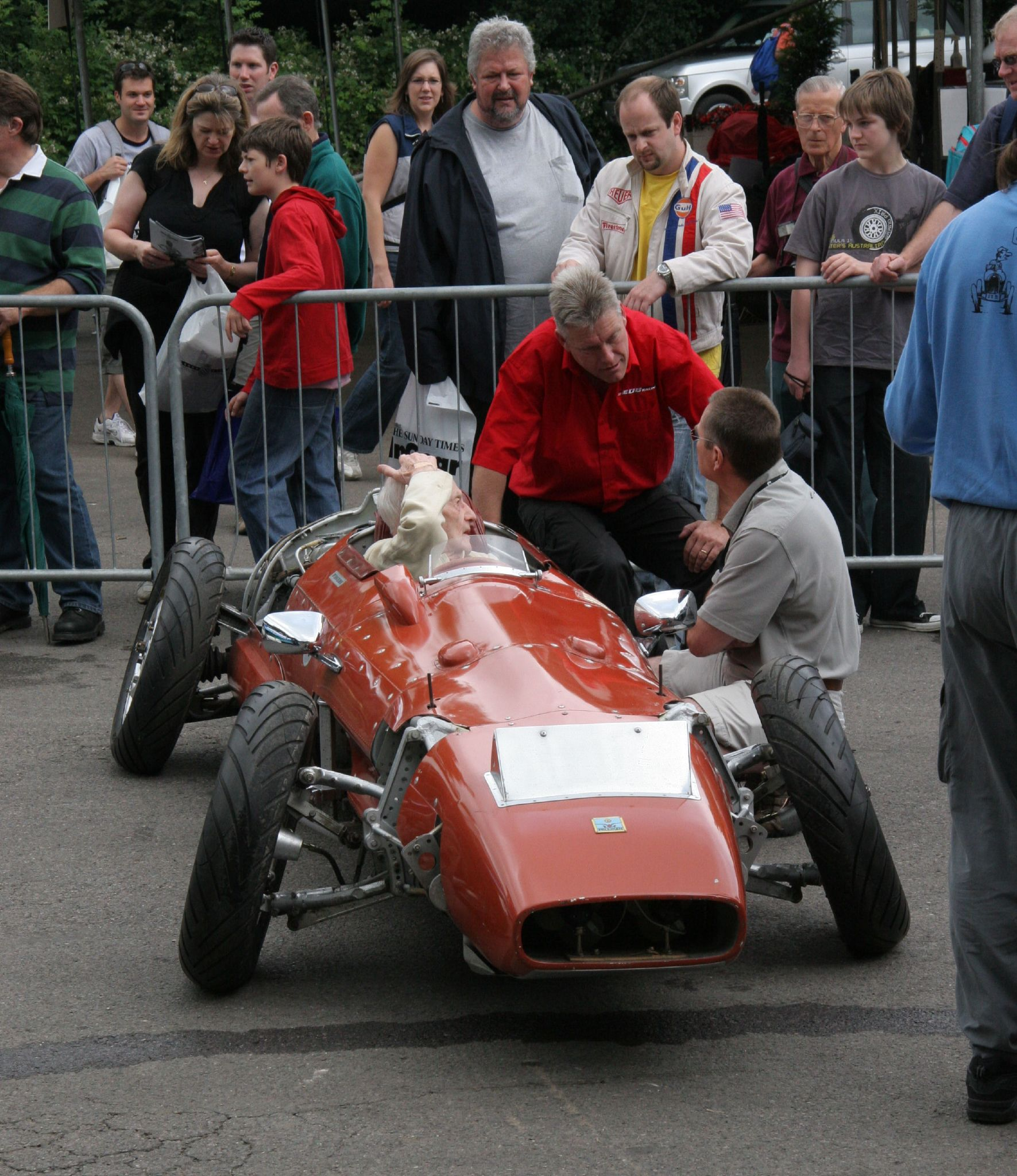
Гоночний автомобіль Milliken[en]-MX1 "Camber Car" з великим негативним кутом розвалу